# العلاقات الإريترية السلوفينية
العلاقات الإريترية السلوفينية هي العلاقات الثنائية التي تجمع بين إريتريا وسلوفينيا.

## مقارنة بين البلدين
هذه مقارنة عامة ومرجعية للدولتين:
| وجه المقارنة                                              | إريتريا                                      | سلوفينيا                                                      |
| --------------------------------------------------------- | -------------------------------------------- | ------------------------------------------------------------- |
| المساحة (كم2)                                             | 117.60 ألف                                   | 20.27 ألف                                                     |
| عدد السكان (نسمة)                                         | 6.33 مليون                                   | 2.07 مليون                                                    |
| الكثافة السكانية (ن./كم²)                                 | 53.83                                        | 102.12                                                        |
| العاصمة                                                   | أسمرة                                        | ليوبليانا                                                     |
| اللغة الرسمية                                             | اللغة التغرينية، اللغة العربية، لغة إنجليزية | اللغة السلوفينية، اللغة الإيطالية، لغة مجرية                  |
| العملة                                                    | ناكفا                                        | يورو، تولار سلوفيني                                           |
| الناتج المحلي الإجمالي (بليون دولار)                      | 2.61 مليار                                   | 48.77 مليار                                                   |
| الناتج المحلي الإجمالي (تعادل القوة الشرائية) بليون دولار |                                              | 66.01 مليار                                                   |
| الناتج المحلي الإجمالي الاسمي للفرد دولار أمريكي          |                                              | 20.73 ألف                                                     |
| الناتج المحلي الإجمالي للفرد دولار أمريكي                 |                                              | 30.40 ألف                                                     |
| مؤشر التنمية البشرية                                      | 0.391                                        | 0.880                                                         |
| رمز المكالمات الدولي                                      | +291                                         | +386                                                          |
| رمز الإنترنت                                              | .er                                          | .si                                                           |
| المنطقة الزمنية                                           | ت ع م+03:00                                  | توقيت وسط أوروبا، ت ع م+01:00، ت ع م+02:00، أوروبا/ليوبليانا ‏ |

## منظمات دولية مشتركة
يشترك البلدان في عضوية مجموعة من المنظمات الدولية، منها:
| علم المنظمة | اسم المنظمة                        | تاريخ انضمام إريتريا | تاريخ انضمام سلوفينيا |
| ----------- | ---------------------------------- | -------------------- | --------------------- |
|             | مؤسسة التمويل الدولية              | 11 أكتوبر 1995       | 25 فبراير 1993        |
|             | منظمة حظر الأسلحة الكيميائية       | ?                    | ?                     |
|             | يونسكو                             | 2 سبتمبر 1993        | 27 مايو 1992          |
|             | الاتحاد الدولي للاتصالات           | 6 أغسطس 1993         | 16 يونيو 1992         |
|             | الأمم المتحدة                      | 28 مايو 1993         | 22 مايو 1992          |
|             | منظمة الشرطة الجنائية الدولية      | ?                    | ?                     |
|             | البنك الدولي للإنشاء والتعمير      | 6 يوليو 1994         | 25 فبراير 1993        |
|             | الاتحاد البريدي العالمي            | ?                    | ?                     |
|             | مؤسسة التنمية الدولية              | 6 يوليو 1994         | 25 فبراير 1993        |
|             | وكالة ضمان الاستثمار متعدد الأطراف | 10 سبتمبر 1996       | 19 مارس 1993          |

## وصلات خارجية
- موقع وزارة الخارجية السلوفينية